# (35240) 1995 SY5
1995 SY5 (asteroide 35240) é um asteroide da cintura principal. Possui uma excentricidade de 0.02730530 e uma inclinação de 2.23748º.
Este asteroide foi descoberto no dia 17 de setembro de 1995 por Spacewatch em Kitt Peak.